# Pell humana
La pell humana és la coberta exterior del cos i és l'òrgan més gran del sistema tegumentari. La pell té fins a set capes de teixit ectodèrmic i protegeix els músculs, els ossos, els lligaments i els òrgans interns subjacents. La pell humana és similar a la majoria de la pell dels altres mamífers, i és molt similar a la pell de porc. Tot i que gairebé tota la pell humana està coberta de fol·licles pilosos, pot semblar sense pèl. Hi ha dos tipus generals de pell, la pell peluda i la glabra (sense pèl).
La pell humana és l'òrgan més extern del cos humà i recobreix tota la superfície de l'organisme. Constitueix una membrana gruixuda, resistent i flexible que en la persona adulta arriba a tenir una superfície aproximada d'entre 1,5 m² i 2 m².
Com que té una interfície amb el medi ambient, la pell té un paper important en la immunitat en la protecció del cos contra els patògens i la pèrdua excessiva d'aigua. Les seves altres funcions són l'aïllament, la regulació de la temperatura, la sensació, la síntesi de vitamina D i la protecció dels folats. La pell greument danyada intentarà curar-se formant teixit cicatricial, llavors sovint es descolora (es despigmenta).
En els éssers humans, la pigmentació de la pell varia entre poblacions i el tipus de pell pot variar de seca a no seca i de greixosa a no greixosa. Aquesta varietat de pell proporciona un hàbitat ric i divers per als bacteris que compten amb aproximadament 1.000 espècies de 19 filus, presents a la pell humana.